# Freiendiez
Freiendiez ist der einzige Stadtteil der Stadt Diez im Rhein-Lahn-Kreis in Rheinland-Pfalz. Er liegt unmittelbar an der Grenze zu Hessen.

## Geographische Lage
Der Ortsteil Freiendiez liegt östlich des Zentrums von Diez und dreieinhalb Kilometer südwestlich von Limburg an der Lahn. Im Südwesten des Ortsteils fließt der Fluss Aar.

## Geschichte

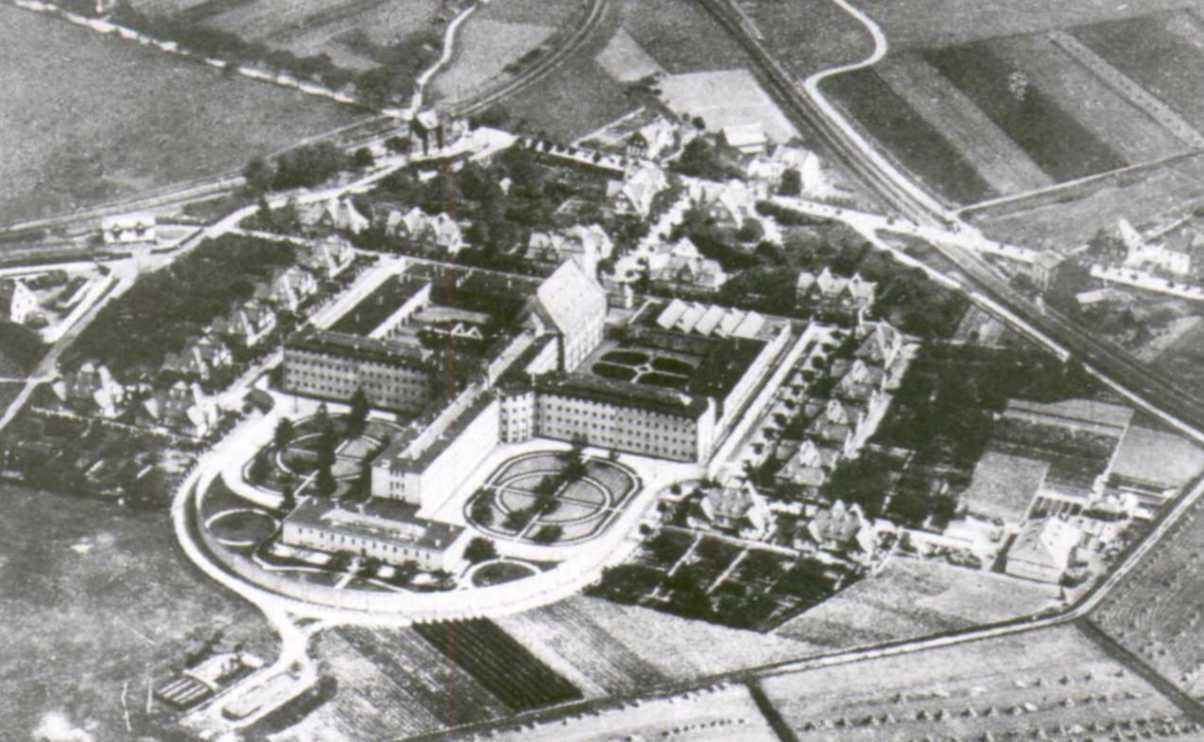
Neubau des Zentralgefängnisses in Freiendiez, 1912

Erste menschliche Siedlungsspuren in der Umgebung von Freiendiez stammen aus der Altsteinzeit (20.000–12.000 v. Chr.). Sie ergaben sich durch Funde im Höhlensystem der Wildweiberlei (zwischen Diez und Altendiez).
Ein Hockergrab aus Jungsteinzeit wurde im Jahre 1956 auf dem heutigen Gebiet des Stadtteils entdeckt. Es befand sich in zwei Meter Tiefe im Lehm und wurde auf etwa 2000 vor Christus geschätzt.
Im Jahr 1217 wird eine Kirche in Freiendiez erwähnt, die dem Heiligen Jakobus geweiht ist. Bis zum Jahre 1383 hatte Freiendiez sein eigenes Gericht.
Im Jahr 1727 wird südlich der Gemeinde an der Aar eine Papiermühle errichtet (50° 21′ 42″ N, 8° 1′ 52″ O).
1792 wurde mit dem Bau der Aartalstraße begonnen und daraufhin die jetzige Aarbrücke errichtet.
Am 20. August 1817 zerstörte ein Feuer den Großteil des Dorfes und die damalige Jakobuskirche. Heute steht am selben Ort eine von 1851 bis 1853 erbaute denkmalgeschützte Kirche, die von der evangelischen Gemeinde genutzt wird.
Im Jahr 1907 wurde mit dem Bau des heute denkmalgeschützten Zuchthauses Freiendiez in der Feldflur der Gemeinde begonnen.
Der Oberpräsident Philipp von Hessen der ehemaligen Provinz Hessen-Nassau verfügte 1938 die Eingemeindung der finanzstarken Gemeinde Freiendiez in die Stadt Diez. Damals zählte Freiendiez über 3000 Einwohner und umfasste mehr als 900 ha Gemarkungsfläche. Die ehemalige selbständige Gemeinde wurde Stadtteil Diez-Ost genannt. Im Jahr 1988 konnte eine Bürgerinitiative die offizielle Umbenennung in „Stadtteil Freiendiez“ erreichen.

## Verkehr
Von Ost nach West wird der Ort von der Lahntalbahn durchquert, welche die Bahnhöfe Diez und Limburg verbindet und im nur 65 m langen Freiendiezer Tunnel verschwindet. Der heutige Haltepunkt Diez Ost an der Bahnstrecke Limburg–Altenkirchen befindet sich direkt östlich der Justizvollzugsanstalt Diez und hieß früher Freiendiez; er wird auch von den Zügen der Linie RB29, Unterwesterwaldbahn (Limburg-Montabaur-Siershahn) sowie der Linie RB90, Westerwald-Sieg-Bahn (Limburg-Westerburg-Hachenburg-Altenkirchen-Au(Sieg)-Wissen-Siegen) bedient. Die Aartalbahn durchquert den südlichen Teil des Ortes und soll im Zuge der möglichen Reaktivierung einen Haltepunkt Freiendiez erhalten.
Einige Stadt- und Regionalbuslinien, vorrangig betrieben durch die Martín Becker GmbH, verkehren in Freiendiez.
Aufgrund der Lage im Rhein-Lahn-Kreis liegt Freiendiez im Gebiet des Verkehrsverbund Rhein-Mosel (VRM).
Freiendiez liegt an der Bundesstraße 417, die Diez und Limburg verbindet. Östlich des Ortes vereinigt sie sich mit der Bundesstraße 54, die Richtung Süden ins Aartal führt.

## Persönlichkeiten
- Erich Eichhoff (1909–1976), erster Präsident der Bundesanstalt für den Güterfernverkehr, wurde in Freiendiez geboren.